# نادي أبو ريشة
نادي الشهيد عبد الستار أبو ريشة الرياضي هو أحد أندية الدوري العراقي
تأسس عام 2008 يلعب في الدوري العراقي الدرجة الثانية.